# Присадский, Александр Михайлович
Александр Михайлович Присадский (19 июля 1881, село Кочёво, Чердынский уезд, Пермская губерния — 22 июня 1961, Сиэтл) — протоиерей Русской православной церкви, настоятель православного прихода в городе Беркли (штат Калифорния, США).

## Биография
Родился 19 июля 1881 года в селе Кочёво Пермской губернии в семье священника Михаила Владимировича Присадского и его жены Надежды Александровны (в девичестве Поднебесная. из г. Верхотурье), о чём есть запись в метрической книге. Был вторым ребёнком из девяти: Владимир (30 марта 1879 г), Александр, Вера (11 августа 1883 г.), Августа(27 октября 1885 г), Сергей (10 августа 1888 — 24 мая (ориентировочно — 1941), Юлия (17 мая 1891), Александра (30 октября 1893 г), Константин 22 апреля 1896 г.р. , Константин (24 июня 1902). Впоследствии в семье Михаила Владимировича был приёмный ребёнок — Черепанов(а) Евдоким (ия) Прокопьевич (на).
Здесь они прожили до 1889 г.
Детство провел в с. Таборы. Получил высшее образование.
В 1901 году окончил Пермскую духовную семинарию.
Его брат Владимир Присадский окончил семинарию на год раньше. Был регентом с. Покча в Чердынском уезде. Прекрасно пел. Есть упоминания что он был ветврачом в Ташкенте. В 1917г служил во 2 -ом Туркестанском сапёрном батальоне и был награждён орденом Святого Станислава III степени с мечами и бантом.
Сестра Вера окончила курс епархиального женского училища. Жила в Томске, потом в Екатеринбурге.
Августа окончила курс Пермского епархиального училища (1902 г.), высшие женские историко — филологические курсы, работала в Соликамской гимназии. Какое-то время жила в Красноярске, Казани.
Сергей обучался в Казанском университете. Написал «Предварительный отчёт по исследованию озёр на восточном склоне Урала» Известия Императорского Русск. Геогр. об-ва, 1914. Т. 50. — Вып. 5,6.
Юлия обучалась в Киеве на высших женских медицинских курсах.
Александра обучалась на высших сельскохозяйственных курсах в Петрограде. Эмигрировала в Сиэтл, потом в Ванкувер.
Константин обучался в Пермском реальном училище.
Александр Присадский 3 февраля 1906 г. в Казани зарегистрировал брак с Анастасией Михайловной Фроловой (1883 г.р, г. Уржум). В этом браке рождается 4 детей: Всеволод, Галина, Владислав, Олег.
На следующий день после регистрации брака уезжают на Кавказ.
Александр в 1906 году окончил Казанский ветеринарный институт и получает назначение в Западную Сибирь Томской губернии.
1907 г. — рождается сын Всеволод (Волька).
В Томске в 1908 г. рождается дочь Галина.
В 1908—1912 годах — ветеринарный врач Осинского уезда Пермской губернии (первоначально в Бикбардинском заводе).
14 июня 1911 года рождается сын Владислав.
1913 г. рождение сына Олега (Пермь).

### Общественная деятельность
1 июня 1913 года поступил на службу в земство и был назначен заведующим работами по обследованию скотоводства Пермской губернии, затем — заведующим зоотехническим отделом Пермского губернского земства. Занимал эту должность до 5 июня 1918 года. Был призван на военную службу 19 июля 1914 года.
В 1917 году принимал активное участие в общественной жизни Прикамья: 19 марта был избран членом бюро Пермского губернского Крестьянского союза, 29 марта — гласным Пермской городской Думы. С 22 апреля по ноябрь — член Пермской губернской земской управы. В июне 1917 года — заступающий место председателя Пермской губернской земской управы. Кроме того, являлся членом Исполнительного Комитета служащих Пермского губернского земства и редактором газеты «Пермская земская неделя» (апрель — май 1917 года).
Ориентировочно летом 1919 года покидает Пермь с войсками Русской армии. Семью отправляет поездом в Харбин. Сам остаётся в Омске. Чуть позже, проделав тяжелый путь через Маньчжурию, воссоединяется с семьёй.
В 1921 году занимал должность старшего ветврача Приморского областного земского управления.
В этом же году в Перми умирает его отец от заворота кишок.

### В Китае
С августа 1922 по 1925 год был заведующим зоотехнической станции Земотдела КВЖД в Харбине.
Работал в Шанхае. В декабре 1926 года со старшим сыном сел на грузовой корабль, плывущий в Америку.

### В США
7 января 1927 года прибыли в Сиэтл, где Александр работал до 1937 года чернорабочим в отеле и на ферме.
В 1937 году принял сан священника и работал в качестве миссионера на Алеутских островах, возглавлял приход на острове Кадьяк и Церковь Рождества Пресвятой Богородицы на острове Афогнак. За короткое время своего пребывания на Аляске с помощью прихожан отремонтировал храмы на Кадьяке и Афогнаке.
В 1940 году переведён настоятелем храма Иоанна Крестителя в город Беркли (Калифорния) — с июля 1940 по 15 апреля 1947 года служил при храме Святого Иоанна Крестителя, а с 15 апреля 1946 года — во вновь организованном патриаршем приходе Христа Спасителя.
В 1941 году был уволен с должности митрополитом всея Америки и Канады Феофилом, затем вновь восстановлен.
В 1946 году, после публичного выступления в пользу перехода Американской митрополии в лоно Московской патриархии, был предан церковному суду и вновь освобождён от должности настоятеля. В том же году перешёл с группой сподвижников в юрисдикцию Русской православной церкви и создал приход Христа Спасителя в Беркли.
Указом митрополита Ленинградского и Новгородского Григория от 21 февраля 1948 года № 899/13 награждён наперсным крестом.
Сопровождал экзарха Московской патриархии в Северной и Южной Америке архиепископа Алеутского и Северо-Американского Макария на праздновании 500-летия автокефалии Русской православной церкви в Москве 8-18 июля 1948 года.
В 1952 году вошёл в состав Временного экзаршего совета Северной и Южной Америки, образованного распоряжением Патриарха Алексия I от 15 августа 1952 года, ушёл на покой не позднее августа 1953 года, хотя патриарх высказывал пожелания о переводе Присадского на должность ключаря Нью-Йоркского Свято-Николаевского кафедрального собора и продолжении его работы во Временном экзаршем совете.
Умер в 1961 году в Сиэтле. Похоронен на православном братском кладбище Святого Николая в Сиэтле, на территории мемориального парка Эвергрин Уошелли (штат Вашингтон, США). Жена похоронена через два года 27 мая 1963 там же.
Сын Владислав скончался 13 ноября 1976 г. в Сиэтле.

## Труды
- К вопросу исследования скотоводства в Пермской губернии. Пермь, 1913.
- Молочная кооперация и первые контрольные союзы в Пермском уезде. 1918.
- Молочное дело в Северной Маньчжурии. Издательство «Экономический вестник Маньчжурии», 1924. 8 с.
- один из авторов «200-летие открытия Аляски. 1741—1941» / Издание Русского исторического общества в Америке под ред. М. Д. Седых. — Сан-Франциско, 1941. −114с. Тираж 500 экз
- Один из авторов журнала «Православный Благовестник» Сан-Франциско. статья «Преподобный старец Герман, миссионер Аляскинский» // Православный Благовестник. Сан-Франциско, 1941. № 4. С. 7-10.
- Об истории православной церкви в Америке, Сан-Франциско, 1943.
- Из Кодьякской старины. (К 150-летию Русской православной церкви в Америке) «Новая Заря» № 3602 10 апреля 1943г стр 6,8.
- Период расцвета Американской церкви // «Новая заря». Сан-Франциско. — 1943. — 17 апреля
- О жизни Русской Православной Церкви за последние 25 лет // «Новая заря». Сан-Франциско. — 1943. — 7 октября
- Церковь в наши дни и храмостроительство: К истории Берклийского прихода // «Новая заря». — Сан-Франциско. — 1945. — 18 января
- о. Герасим Шмальц // «Новая заря». — 1946. — 19 января
- О надвигающемся хаосе в православии в Америке. // «Новая Заря». Сан — Франциско 16 августа. 1947г
- автор одного из приветствий и откликов, полученных по поводу возвращения Свято-Николаевского собора (Нью-Йорк).
- О необходимости единения с Матерью Русской Православной Церковью // Журнал Московской Патриархии. М., 1948. — № 4. — C. 26-28.
- Десять дней на Родине // Журнал Московской Патриархии. М., 1948. — № 9. — C. 36-38. http://www.jmp.ru/ya43.php?ys=48&my=09&rm=&sr=480907